# Clifford Scott
William Clifford Munroe Scott, né le 11 mars 1903 à Metz, canton de Wellington North (Ontario), et mort le 19 janvier 1997 à Montréal, est un psychiatre et psychanalyste canadien. Il a été président de la Société britannique de psychanalyse (1953), et par la suite est devenu le premier président de la Société canadienne de psychanalyse. 

## Biographie
Fils d'un pasteur presbytérien et d'une institutrice, il fait ses études de médecine et d'anatomie à l'université de Toronto, puis se forme en psychiatrie à l'hôpital psychiatrique de Toronto et au Manhattan State Hospital. Il fait un cycle d'études à l'université Johns-Hopkins, puis travaille une année à l'hôpital psychiatrique de Boston. 
En 1930, il obtient une bourse pour effectuer un complément de formation en neurologie au Queen's Square Hospital de Londres. Il se forme à la Société britannique de psychanalyse et fait une analyse avec Melanie Klein et des supervisions avec Ernest Jones, Susan Isaacs, Nina Searl et John Rickman. Il se qualifie comme analyste, devient membre de la SBP en 1935. Il travaille comme psychiatre hospitalier dans différents hôpitaux londoniens de 1933 à 1939, puis durant la Seconde Guerre mondiale, s'enrôle comme psychiatre dans les services de psychiatrie d'urgence à Londres, Sheffield et en Galles du sud. Il reprend ses activités de psychiatre hospitalier après la guerre. En 1954, il rentre au Canada et prend un poste de professeur associé au département de psychiatrie de l'université McGill où il reste jusqu'en 1959, puis il privilégie des activités de psychanalyste libéral, tout en restant consultant de plusieurs hôpitaux de Montréal. Il participe à l'organisation de la formation des analystes canadiens hors de l'université, et s'implique particulièrement dans la formation des analystes d'enfants. Il crée le Canadian Journal of Psycho-Analysis.

## Activités institutionnelles et éditoriales
En 1947-1948, il est co-éditeur de l'International Journal of Psycho-analysys. James Strachey le sollicite comme conseiller pour les questions de neurologie dans l'édition des œuvres complètes de Freud en anglais.
Il est élu 5e président de la Société britannique de psychanalyse en 1953, fonction dont il démissionne dès 1954 pour retourner au Canada, où il participe à la fondation de la Société canadienne de psychanalyse.

## Distinctions
- 1953 : 5e président de la Société britannique de psychanalyse
- Président de la Société canadienne de psychanalyse
- Membre d'honneur de la Société britannique de psychanalyse